# Szovitsia callicarpa
Szovitsia callicarpa är en flockblommig växtart som beskrevs av Fisch. och Carl Anton von Meyer. Szovitsia callicarpa ingår i släktet Szovitsia och familjen flockblommiga växter. Inga underarter finns listade i Catalogue of Life.